# Pristomerus comptus
Pristomerus comptus là một loài tò vò trong họ Ichneumonidae.